# Siren
《Siren》（韓語：사이렌；中文：警報）為韓國歌手宣美的一首單曲，此單曲由MakeUS娛樂在2018年9月4日發行。

## 創作背景
9月4日，宣美透過發片記者會表示，此曲與前先〈Gashina〉、〈Heroine〉兩單曲共組警告三部曲，並表示此曲在JYP娛樂藝人與製作部門（A&R）組裡成為最後的候選作品，為Wonder Girls最後一張專輯《Why So Lonely》同額競選曲。

## 舞蹈
宣美在此單曲的舞蹈动作多次用到膝蓋。宣美曾经於JTBC綜藝節目《Idol Room》想要捲起褲子展現腿的長與美時，意外顯露膝蓋多處瘀青，引起粉絲們討論。而在9月15日MBC電視台播送的《全知干預視角》，宣美在舞蹈練習前摘下了經紀人所戴上的護膝，並表示「上舞台就要讓膝蓋對痛覺感到麻木才行。」

## 節目放送

### 宣傳期缺席音樂銀行錄製
9月14日上午，宣美與Rothy等藝人至首爾永登浦KBS電視臺，參加《音樂銀行》節目的彩排。隨後於下午傳出她在錄影時出現頭昏症狀，緊急送醫。經紀公司MAKE US娛樂則發出聲明表示：「宣美於《音樂銀行》事前錄製過程中突然感到眩暈，被緊急送往醫院，現正接受治療及休息中。雖然只是暫時的症狀，但醫生建議觀察之後的狀態，因此不得不取消原定的《音樂銀行》直播行程，希望大家諒解。」

### 年末舞台走光事件
宣美在2018年SBS歌謠大戰表演《Siren》時，疑似因為舞蹈動作太激烈，導致上身肩帶斷裂，令上衣慢慢下滑，最終左胸內衣整個露出。而宣美並未因此中斷舞台，敬業完成演出。事後，粉絲認為造型師沒能為藝人準備好適當的舞台服。

## 發行與排行
9月5日，在《Siren》釋出音源後，迅速在Melon、Naver Music等韓國7大音樂網站的實時排行榜獲得第一名。

### 發行紀錄
| 單曲      | 日期         | 形式     | 發行公司                      |
| --------- | ------------ | -------- | ----------------------------- |
| 《Siren》 | 2018年9月4日 | 數位下載 | MakeUS Entertainment、Kakao M |

### 排行榜
| 榜單（2018年）             | 峰值 |
| -------------------------- | ---- |
| 中國巔峰榜·韓國（QQ音樂）  | 1    |
| KKBOX風雲榜·韓國（KKBOX）  | 1    |
| 新加坡（RIAS）             | 3    |
| 韓國（韓國流行百大單曲榜） | 1    |
| 韓國（Gaon單曲榜）         | 1    |
| 韓國（Gaon下載榜）         | 1    |
| 韓國（Gaon串流媒體榜）     | 1    |
| 韓國（Gaon背景音樂榜）     | 6    |
| 韓國（Gaon手機鈴聲榜）     | 3    |

| 榜單（2018年）         | 峰值 |
| ---------------------- | ---- |
| 韓國（Gaon單曲榜）     | 1    |
| 韓國（Gaon下載榜）     | 1    |
| 韓國（Gaon串流媒體榜） | 1    |
| 韓國（Gaon背景音樂榜） | 8    |
| 韓國（Gaon手機鈴聲榜） | 2    |